# 세교역
세교역(Segyo station, 細橋驛)은 지금의 충청남도 아산시 배방읍 장재리에 위치하던 장항선의 철도역으로, 일제 강점기 조선 1930년대에 정류장 등급으로 존재하였으며, 대한민국 수립 이후인 1967년 임시승강장으로 개업하여 1974년에 폐지되었다. 이설 전의 장항선 선로에 위치한 역으로, 현재는 신도시 건설로 그 자리에 아파트가 들어서 그 터조차 찾아볼 수 없다. 역 소재지 때문에 장재역이라고도 불리었다.
2007년 3월에 고속철도 천안아산역과 환승 가능한 장항선 역을 신설하면서, 이 역과 인접한 곳에 개통된다는 점에서 장재역이라는 이름을 계승하려고 하였으나, 아산시의 요구로 아산역이라는 역명으로 개업하였다.
현재 장재울공원 위치였다.

## 역사
- 1930년대, 연도 미상: 정류장 등급으로 영업함.[1]
- 1967년 6월 1일: 임시승강장으로 영업 개시[2]
- 1974년 6월 1일: 폐지[3]